# Carlos Flores Facussé
Carlos Roberto Flores Facussé (10 de març de 1950, Tegucigalpa, Hondures) és un enginyer, professor, polític i empresari hondureny d'ascendència palestina. President del Congrés Nacional d'Hondures entre 1994 i 1997 i el Cinquantè primer president constitucional de la república d'Hondures en el període del 27 de gener de 1998 al 27 de gener de 2002.